# Henryk Pachulski
Henryk Pachulski (Łochów, 16 ottobre 1859 – Mosca, 2 marzo 1921) è stato un compositore, pianista, docente di pianoforte polacco che ha passato gran parte della sua vita in Russia.

## Biografia
Henryk Pachulski nasce a Łochów, un piccolo comune polacco, in una famiglia modesta; il padre Albert Pachulski si trasferisce in Russia, assunto come amministratore e guardaboschi della tenuta di Nadezhda von Meck, abile donna d'affari, influente mecenate delle arti, in particolare della musica, lei stessa pianista dilettante. 
Il fratello maggiore Władysław (1857 - 1919) raggiunge il padre e lavora dapprima come operaio nella stessa tenuta, poi come musicista. Entrambi i fratelli Pachulski mostrano uno spiccato talento musicale e Nadezhda von Meck incoraggia i loro studi e sostiene economicamente la loro formazione.

### Formazione
Henryk in Polonia, fino al 1876 studia pianoforte con Rudolf Strobl presso l'Istituto di Musica di Varsavia (l'attuale Università della Musica Fryderyk Chopin), e armonia e contrappunto prima con Stanisław Moniuszko, successivamente con Władysław Żeleński. 
Nel 1880 anch'egli si trasferisce a Mosca e grazie al sostegno di Nadezhda von Meck,
entra al Conservatorio dove studia pianoforte prima con Nikolai Rubinstein, fondatore e direttore dello stesso conservatorio, e, dopo la sua morte, con Pavel Pabst; inoltre studia contrappunto con Anton Arenskij.

### Il pianista e l'insegnante
Dopo il diploma nel 1885 diviene attivo come pianista: tiene concerti a Varsavia, Mosca e San Pietroburgo. Il suo repertorio comprende composizioni di J. S. Bach, Schumann, Chopin, Liszt, Paderewski, Schubert e altri. Partecipa anche a esecuzioni di musica da camera.
Così scriveva di lui il musicologo Jan Kleczyński nel 1885, in una prestigiosa rivista di settore dell'epoca: 
(Jan Kleczyński)
Nel 1886 inizia la sua lunga carriera di insegnante al Conservatorio di Mosca che culmina nel 1916 con il conferimento del titolo di professore. Vi insegnerà per 35 anni, fino alla fine della sua vita, dividendosi tra insegnamento, esecuzioni in pubblico e composizione di opere pianistiche. 
Nel 1904 contribuisce alla stesura di un testo curato da Aleksandr Iljinski: Biografie di tutti i compositori dal quarto al ventesimo secolo, scrivendo un capitolo sui musicisti polacchi.

Muore a Mosca nel 1921 senza mai tornare nel paese natale.

### Il compositore

#### Opere
(elenco parziale):
- Variations on an Original Theme, Op.1, dedicata a Sergey Taneyev[11]
- 2 Pieces, Op.2, dedicata a Pauline Erdmannsdörfer[12]
- Valse-Caprice, Op.6, dedicata a Aleksander Michałowski (1851–1938)[13]
- Marcia fantastica Op. 12, dedicata a Emil von Sauer[14]
- Suite per orchestra op.13, in memoria di Pyotr Tchaikovsky[15]
- Marcia solenne per piano op. 15, per il centenario della nascita di Adam Mickiewicz[16]
- Feuilles d'album, Op.16[17]
- Fantasia per pianoforte e orchestra op 17, dedicata al suo maestro Nicolas Rubinstein[18]
- Sonata per pianoforte n. 1 in do minore, op. 19, dedicata a Józef Hofmann[19]
- Méditation per orchestra d'archi op. 25
- Sonata per pianoforte n. 2 in fa maggiore, op. 27, dedicata a Sergei Rachmaninoff[20]

Compone inoltre brani per violoncello, pianoforte (più di 100 fra preludi, études, sonate, polonaises, mazurche, valzer, impromptus) e numerose canzoni. Crea opere di carattere didattico: Album per la gioventù, Studi in forma di canoni, Esercizi speciali per la preparazione agli studi-arpeggi, lavori molto apprezzati e usati in ambito pedagogico da Alexander Goldenweiser, Alexander Scriabin, Sergei Rachmaninoff e Konstantin Igumnov.

#### Trascrizioni
Adatta molte opere di Čajkovskij per il duo pianistico.
Sue le trascrizioni per pianoforte a quattro mani della Quarta, Quinta e Sesta Sinfonia, di Capriccio italiano, Ouverture-fantasia Amleto, Pezzo capriccioso op. 62 e del sestetto per archi in re minore, Op. 70 Souvenir de Florence; tali arrangiamenti sono molto apprezzati da Tchaikovsky che così lo ringrazia:
(Tchaikovsky)
La prima registrazione monografica delle opere di Pachulski è stata realizzata nel 2008, in occasione del 150º anniversario della sua nascita, dalla pianista polacca di origine russa Lubov Navrotska.

## Discografia
- 2008: Piano Works vol. 1
- 2016: Piano Works vol. 2
- 2020: Piano Works (& Chamber) vol. 3